# White Cart Bridge
Die White Cart Bridge ist eine Bogenbrücke in der schottischen Stadt Renfrew in der Unitary Authority Renfrewshire. Sie führte einst über das White Cart Water, das nun aber weiter östlich verläuft. 1971 wurde das Bauwerk in die schottischen Denkmallisten in der höchsten Kategorie A aufgenommen. Des Weiteren bildet die Brücke zusammen mit der alten Schwingbrücke von Renfrew und der Inchinnan Bridge über das Black Cart Water ein Denkmalensemble der Kategorie A.

## Geschichte
Nach der Zerstörung einer früheren Brücke an diesem Ort im Jahre 1809 wurde der Bau der heutigen White Cart Bridge in Auftrag gegeben. Sie wurde zusammen mit der ein kurzes Stück westlich gelegenen Inchinnan Bridge über das Black Cart Water erbaut. Beide Brücken weisen zahlreiche Ähnlichkeiten auf. Als Architekt zeichnet der Ingenieur Robertson Buchanan verantwortlich. Der Bau beider Brücken wurde 1812 abgeschlossen und kostete insgesamt 17.000 £. Auf Grund eines geänderten Verlaufs des White Cart Waters, überspannt die Brücke heute keine Wasserstraße mehr, sondern verläuft ausschließlich über Land.

## Beschreibung
Auf der Bogenbrücke verläuft die A8 auf ihrem Teilstück zwischen Glasgow und Greenock. Sie besteht aus drei Segmentbögen. An den Pfeilern sind Nischen eingearbeitet, die mit dorischen Pfeilern gestaltet sind. Eine Brüstung aus bossiertem Mauerwerk grenzt die Fahrbahn ein.